# کریسمس پیشین (فیلم)
کریسمس پیشین (انگلیسی: Last Christmas) فیلمی در ژانر کمدی رمانتیک به کارگردانی پال فیگ است که در سال ۲۰۱۹ (۱۵ نوامبر ۲۰۱۹) منتشر شد. از بازیگران آن می‌توان به امیلیا کلارک، هنری گلدینگ، اما تامپسون، میشل یئو، پیتر میوگین و ربکا روت اشاره کرد.

## داستان فیلم
کیت (امیلیا کلارک)، زن جوانی است که تصمیمات اشتباهی می‌گیرد و از زندگی خود ناراضی است. او در یک فروشگاه مشغول به کار است و یک روز به‌طور تصادفی با شخصی به نام تام (هنری گلدینگ) ملاقات می‌کند. علاقه‌ای در کیت به وجود می‌آید و به واسطهٔ این ملاقات، زندگی‌اش دگرگون و وارد مرحلهٔ جدیدی می‌شود.